# Фризийски острови
Фризийските острови, или Фризки острови (на нидерландски: Waddeneilanden; на немски: Friesischen Inseln; на датски: Vadehavsøer), са група острови в югоизточната част на Северно море, простиращи на около 250 km покрай западния бряг на Дания, северозападния бряг на Германия и северния бряг на Нидерландия. Площ на целия архипелаг 1047,49 km², като размерите на островите непрекъснато се променят в резултат на морските вълни и ветрове и през вековете много къщи и дори цели села са изчезнали под водата. Генетично представляват древния бряг на континента, разрушен и попупотопен от морето през вековете. Отделени са от континента чрез ивица от плитки протоци, т.нар. вати. Заети са предимно от дюни с височина до 20 m и частично от марши и геести. Върху дюните има мочурища и малки борови горички, а върху маршите – култивирани ливади. Островите са места за гнездене на морски птици. Общият брой на населението е 81 341 жители, като основен негов поминък са риболова и курортен туризъм. Населен е от фризи – германски народ.

## Острови

### Нидерландски Фризийски острови
(от запад на изток)

#### Населени
- Тексел 162 km²
- Влиланд 40 km²
- Терсхелинг 88 km²
- Амеланд 58 km²
- Схирмониког 40 km²

Нидерландските острови общо имат площ от 405,2 km² и население от 23 872 души.

#### Ненаселени
- Нордерхакс 4,5 km²
- Рихел 1,5 km²
- Гринд 0,8 km²
- Риф 0,1 km²
- Енгелсманплат 6,0 km²
- Симонсзанс 0,5 km²
- Ротумерплат 7,8 km²
- Ротумерог 2,5 km²
- Зейдердейнтйес

### Германски Ваденски острови
(от запад на изток и от юг на север)

#### Населени
- Боркум 31,0 km²
- Юист 16,4 km²
- Нордернай 26,3 km²
- Балтрум 6,5 km²
- Лангеог 19,7 km²
- Шпикерог 18,3 km²
- Вангероге 7,9 km²
- Нойверк
- Пелворм 37,4 km²
- Нордщранд (днес полуостров) 46,6 km²
- Халиген
- Амрум 20,5 km²
- Фьоор 82,8 km²
- Зюлт 99,1 km²

#### Ненаселени
- Литхе Херн 0,3 km²
- Кахелотплате 1,7 km²
- Мемерт 5,2 km²
- Минзенер-Олдог 2,2 km²
- Мелум 4,9 km²
- Гросер Кнехтзанд
- Нигехерн
- Шархерн
- Тришен
- Терциус (често под вода)
- Блауорт
- Зидерогзанд 15,0 km²
- Нордерогзанд 9,4 km²
- Япзанд 2,9 km²

Германските острови общо имат площ от 448,52 km² и население от 53 296 души.

### Датски Ваденски Острови
(от юг на север)
- Рьомьо 128,9 km²
- Мандьо 7,6 km²
- Коресанд (ненаселен) 20,0 km²
- Фаньо 55,8 km²
- Лангли (ненаселен)

Датските острови общо имат площ от 193,8 km² и население от 4173 души.